# De luitspeler (Dirck van Baburen)
De luitspeler, ook bekend als Zingende man met luit, is een schilderij van de Noord-Nederlandse schilder Dirck van Baburen uit 1622. Het maakt sinds 1955 deel uit van de collectie van het Centraal Museum in Utrecht.

## Voorstelling
De kennismaking met het werk van Caravaggio tijdens zijn jarenlange verblijf in Rome is van doorslaggevende betekenis geweest voor de artistieke ontwikkeling van Dirck van Baburen. Na zijn terugkomst in Utrecht in de zomer van 1620 maakte hij samen met de andere Utrechtse caravaggisten de stijl van deze Italiaanse schilder in de Noordelijke Nederlanden populair. Met Carravagio's Luitspeler als inspiratie begon Baburen als een van de eersten schilderijen te maken waarop één muzikant beeldvullend en ten halve lijve is weergegeven. Het vroegst bekende voorbeeld hiervan is het schilderij Jongen met mondharp uit 1621. Dit thema kreeg al snel veel navolging. Eerst in Utrecht (zie bijvoorbeeld De fluitspeler ook uit 1621 van Abraham Bloemaert) en later in Hollandse steden als Leiden en Haarlem. Een beroemd voorbeeld is Frans Hals' schilderij van een luitspelende nar uit omstreeks 1623.

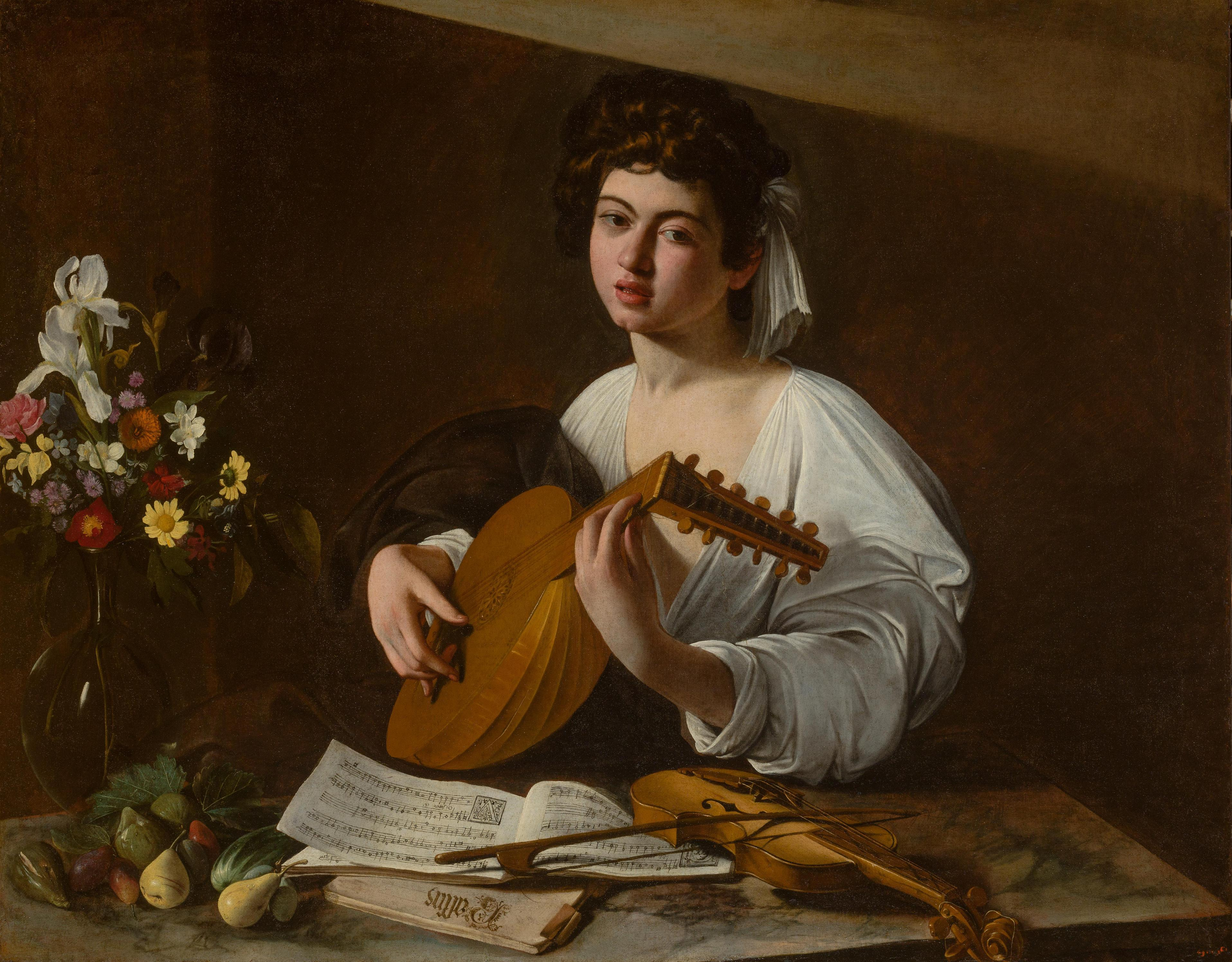
Caravaggio. De luitspeler. Ca. 1595. Sint-Petersburg, Hermitage.

De luitspeler valt op door zijn realisme en het gebruik van chiaroscuro. De muzikant, die de toeschouwer recht aankijkt, zingt met geopende mond en begeleidt zichzelf op een luit. Het instrument wijst naar de toeschouwer en is sterkt verkort geschilderd. Opvallende elementen, zoals de krullende snaren, het vlassnorretje en het touwtje met de zwarte strik hangend aan zijn oorbel, dragen verder bij aan het realiteitsgehalte van het werk. Het kostuum met zijn afwisseling van oranje en zwarte banden moet destijds al ouderwets aangedaan hebben. Het is een verouderd rederijkers- of theaterskostuum zoals stadsmuzikanten begin 17e eeuw gewoon waren te dragen. Ook de luit zelf – met zijn vier dubbele en één enkele in plaats van de in de 17e eeuw gebruikelijke vijf snaren – zou van een verouderd type zijn.

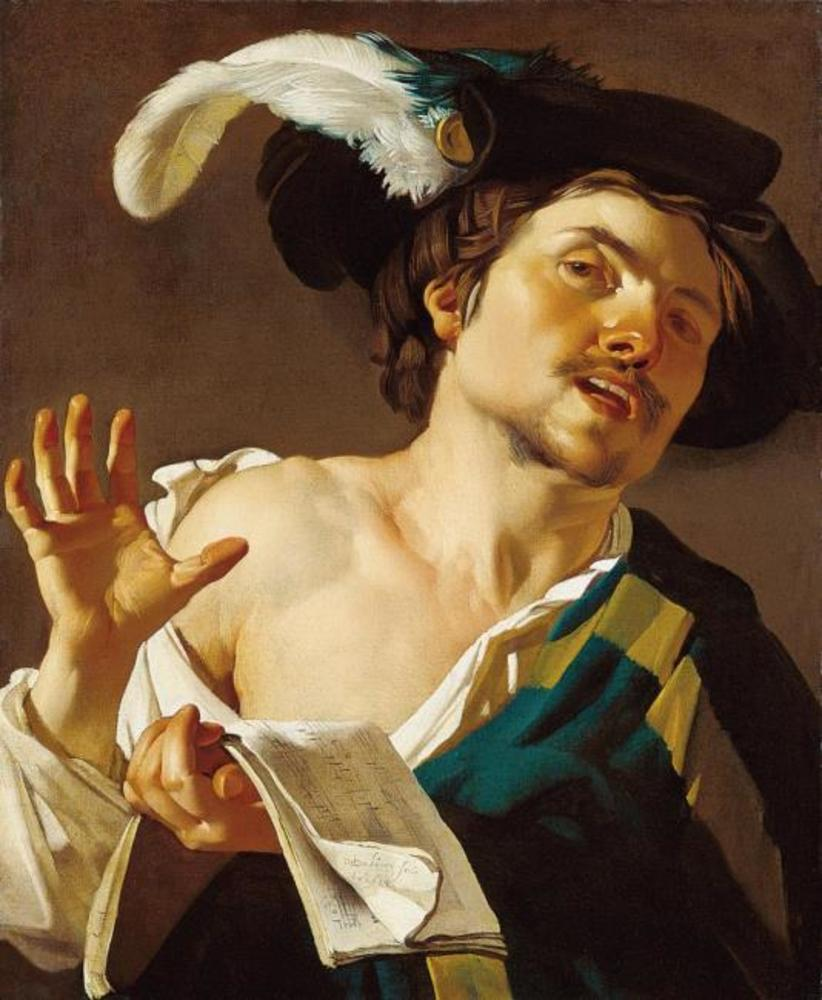
Dirck van Baburen. Jonge zingende man. 1622. Frankfurt, Städel Museum.

Het schilderij werd in 1955 door het Centraal Museum gekocht als pendant van De vrolijke drinker van Hendrick ter Brugghen. Op de spieramen zijn etiketten aangebracht met daarop de nummers 4 (voor de Ter Brugghen) en 5 (voor de Baburen). Ook zijn beide schilderijen ooit van identieke lijsten voorzien. Dat het hier ook daadwerkelijk om pendanten gaat is echter onwaarschijnlijk. Het schilderij van Ter Brugghen is waarschijnlijk enkele jaren later ontstaan en volgens kunsthistoricus Benedict Nicolson is het aan de bovenzijde ingekort, waardoor beide werken oorspronkelijk een afwijkend formaat gehad hebben. Dat De luitspeler ooit een tegenhanger heeft gehad wordt echter niet uitgesloten. Volgens Leonard J. Slatkes komt hiervoor mogelijk in aanmerking Jonge zingende man in het Städel Museum in Frankfurt, dat niet alleen door Baburen zelf is geschilderd, maar dat ook wat betreft datering, onderwerp, afmetingen en lichtbron vrijwel naadloos aansluit op De luitspeler.
De luitspeler werd in 2018 als muurschildering aangebracht als onderdeel van Geef Utrechtse Meesters een gezicht.

## Toeschrijving en datering
Het schilderij is linksboven gesigneerd en gedateerd ‘Teod Babu fecit / Anno 1622’ (Teodor Babu(e)ren heeft dit gemaakt in het jaar 1622).

## Herkomst
Het werk is afkomstig uit het bezit van een zekere S. Layton in de Engelse plaats Rugby. Op 1 december 1954 werd het geveild bij veilinghuis W.E. Coe & Sons in Londen. Van 1954 tot 1955 was het in het bezit van kunsthandel Marshall Spink in Londen. In 1955 werd het door het Centraal Museum van deze kunsthandel gekocht samen met De vrolijke drinker van Hendrick ter Brugghen. Deze aankoop kwam tot stand met financiële steun van de Vereniging Rembrandt.